# بلانتيشن
بلانتيشن (بالإنجليزية: Plantation)‏ هي مدينة أمريكية تقع في ولاية فلوريدا. تبلغ مساحة هذه المدينة 56.8 (كم²)،ويبلغ عدد سكانها 84955 نسمة حسب إحصاء سنة 2010 م 84955.

## أعلام
- هاغي وايز
- نيكولاس تومسون
- هنري جيروم
- سلون ستيفنز
- دون باين
- جوناثان تشيس
- هوارد ديفيس جونيور
- دانيال بيرغر
- بليك غيوفريون